# Gottfried Peter Rauschnick
Gottfried Friedrich Peter Rauschnick, Pseudonym P. Rosenwall, (* 10. September 1778 in Königsberg; † 13. Mai 1835 in Leipzig) war ein deutscher Schriftsteller.
Er war Doktor der Medizin und Arzt zu Elberfeld. Von ihm stammen Reiseberichte, Sammlungen von Erzählungen sowie historische Abhandlungen.

## Leben
Gottfried Peter Rauschnick studierte Jurisprudenz und Philosophie in Königsberg und wurde nach Beendigung des Studiums bei der Classificationscommission der nach der Dritten Teilung Polens (1795) neu geschaffenen preußischen Provinz Neuostpreußen angestellt. 1807 ging er zurück nach Königsberg, erwarb dort ein Landgut, auf dem er sich der Landwirtschaft widmete. Später reiste er nach Holland, in die Rheingegend und in die Schweiz, worüber er 1817 seine Erinnerungen und Eindrücke unter dem Titel Bemerkungen eines Russen über Preußen und deren Bewohner, gesammelt aus einer im Jahr 1814 durch dieses Land unternommener Reise veröffentlichte.
Von 1815 bis 1819 lebte er als Privatier in Frankfurt am Main, in Mainz und in Bonn. Hier übernahm er von 1819 bis 1822 die Redaktion der Allgemeinen Zeitung in Elberfeld. Über viele Jahre steuerte er Beiträge zur Allgemeinen Literaturzeitung bei.
Im Januar 1821 wurde ihm seitens der Universität Marburg der Titel eines Doktors der Philosophie verliehen. Von 1822 redigierte er die zu jener Zeit in Schwelm erscheinende Zeitschrift Hermann : ein Centralorgan für Rheinland und Westphalen.
1827 ging er nach Leipzig, wo er 1835 starb.

## Werk
Seine literarischen Werke zeichneten sich durch »gute Erfindung, anmuthige Darstellung, Innigkeit und Wärme« aus und »erwarben ihm viele und geneigte Leser«. Besonders populär wurden seine Gespenstersagen, die zwischen 1817 (Band 1) und 1820 (Band 2) in Kommission bei Krieger in Kassel erschienen. Diese Sammlung von Schauergeschichten erschien in der Tradition des Gespensterbuches, das zwischen 1810 und 1818 von dem Leipziger Jurist und Schriftsteller August Apel zusammen mit Friedrich August Schulze (unter Pseudonym Friedrich Laun) im Leipziger Verlag von Göschen herausgegeben wurde. In späteren literarischen Werken wird auf der Titelseite mit »vom Verfasser der Gespenstesagen« geworben. Weitere Beispiele für seine melodramatische Unterhaltungsliteratur sind die Königskerzen : eine Sammlung romantischer und abentheuerlicher Erzählungen von 1819, in denen eine Gruppe von Flüchtlingen der Napoleonischen Kriege ihre vermeintlich selbst erlebten Schauerabenteuer erzählt.
Eine größere Verbreitung fanden indes die historischen Arbeiten, »da er hier mit gutem und klarem Vortrage einen angemessenen Ton und lebhafte Schilderung zu verbinden wußte, doch bleibt ihr Wert immer untergeordnet, da sie meist aus secundären Quellen geschöpft, nicht das Resultat selbstständiger Forschung sind«. Gute Beispiele für diesen besonderen Ton seiner historischen Darstellungen sind die Geschichte des deutschen Ordensstaates in Preußen sowie die Darstellung des ritterlichen Ordens der Tempelherren, die 1820 bzw. 1821 in dem von Karl Wilhelm Justi herausgegebenen Die Vorzeit: ein Taschenbuch für das Jahr erschienen.

## Werke (Auswahl)
- Bemerkungen eines Russen über Preußen und deren Bewohner, gesammelt aus einer im Jahr 1814 durch dieses Land unternommener Reise. Mainz 1817.
- Gespenstersagen. Marburg 1818
- Denkwürdigkeiten aus der Geschichte der Vorzeit. 2 Bände. Marburg 1822 f.
- Handbuch der europäischen Staatengeschichte. 3 Abteilungen. Schmalk. 1824–26
- Handbuch der Specialgeschichte sämmtlicher deutscher Staaten. Mainz 1828
- Allgemeine Hauschronik der Deutschen : oder ausführliche Erzählung der Begebenheiten, Thaten und Schicksale des deutschen Volks. 3 Bände A. Barth 1828–1829
- Historische Bilderhalle. 2 Bände. Meißen 1830